# Medalha Australiana dos Esportes
A Medalha Australiana dos Esportes foi um prêmio concedido durante 2000 para reconhecer realizações no esporte australiano. Os destinatários do prêmio incluíam competidores, treinadores, cientistas esportivos, titulares de cargos e pessoas que mantiveram instalações e serviços esportivos. Foram concedidas mais de 18 mil medalhas.

## Descrição
A medalha é circular e feita de níquel-prata com um acabamento altamente polido. O design do anverso simboliza o esporte australiano com as estrelas da Cruz do Sul e as linhas que descrevem a pista de atletismo no Australian Sports Stadium.
O reverso apresenta as mesmas linhas que o anverso que simboliza a pista de atletismo, com as palavras "para comemorar a realização esportiva australiana" que aparecem no aro elevado da medalha. O reverso também é marcado com o ano '2000'.
A medalha é suspensa de uma fita de 32 mm por uma peça de conector e anel. As cores da fita são cores esportivas nacionais da Austrália, verde e amarelo.